# Poebrotherium
Poebrotherium is een geslacht van uitgestorven zoogdieren, dat voorkwam in het Laat-Eoceen en Oligoceen.

## Beschrijving
Dit negentig centimeter lange kameelachtige dier had een opvallend smalle kop met grote oren. De tweetenige lange en slanke poten, waarvan de achterste nog steeds langer waren dan de voorste, waren ontwikkeld voor snelheid. De met hoeven uitgeruste tenen droegen het gewicht van de poten en spreidden zich enigszins. De laterale tenen waren intussen verdwenen. Het dier had nog steeds een volledig gebit, maar de tanden stonden wel verder uit elkaar.

## Leefruimte
Dit dier leefde in open boslanden.

## Vondsten
Resten van dit dier werden gevonden in Noord-Amerika (South Dakota, Yanhuitlán-formatie in Mexico).

## Soorten
- Poebrotherium wilsoni
- Poebrotherium chadronensis
- Poebrotherium franki
- Poebrotherium eximium
- Poebrotherium labratrum